# コール・フィゲロア
スティーブン・コール・フィゲロア（Stephen Cole Figueroa, 1987年6月30日 - ）は、アメリカ合衆国・フロリダ州レオン郡タラハシー出身の元プロ野球選手（内野手）。右投左打。
父親のビーン・フィゲロアはセントルイス・カージナルスに所属した元メジャーリーガー（内野手）である。

## 経歴

### プロ入り前
2006年のMLBドラフト9巡目（全体270位）でトロント・ブルージェイズから指名されたが、フロリダ大学へ進学した。

### プロ入りとパドレス傘下時代
2008年のMLBドラフト6巡目（全体195位）でサンディエゴ・パドレスから指名され、プロ入り。この年は傘下のA-級ユージーン・エメラルズで32試合に出場し、打率.289・5本塁打・16打点・7盗塁だった。
2009年はA+級レイクエルシノア・ストームで21試合に出場し、打率.187・9打点・5盗塁だった。6月からA級フォートウェイン・ウィザーズでプレーし、70試合に出場して打率.319・1本塁打・34打点・10盗塁だった。
2010年はA+級レイクエルシノアで124試合に出場し、打率.303・4本塁打・66打点・26盗塁だった。

### レイズ時代
2010年12月17日にジェイソン・バートレットとのトレードで、ブランドン・ゴームス、シーザー・ラモス、アダム・ラッセルと共にタンパベイ・レイズへ移籍した。
2011年は傘下のAA級モンゴメリー・ビスケッツで114試合に出場し、打率.283・5本塁打・51打点・9盗塁だった。
2012年はAA級モンゴメリーで25試合に出場後、5月にAAA級ダーラム・ブルズへ昇格。88試合に出場し、打率.286・2本塁打・42打点・3盗塁だった。
2013年はAAA級ダーラムで129試合に出場し、3本塁打62打点10盗塁、打率.286だった。
2014年は開幕をAAA級ダーラムで迎え、33試合に出場。打率.299・3本塁打・16打点・1盗塁の好成績を残し、5月15日にレイズとメジャー契約を結んだ。翌16日のロサンゼルス・エンゼルス・オブ・アナハイム戦でメジャーデビュー。3点リードの8回表にローガン・フォーサイスの代打として出場し、遊撃フライに終わった。5月29日にAAA級ダーラムへ降格したが、6月23日にジェリー・サンズが故障者リスト入りしたため再昇格した。昇格後は二塁のバックアップとして起用されていたが、8月13日にAAA級ダーラムへ降格。この年は23試合に出場し、打率.233・6打点だった。オフの11月20日にDFAとなり、24日に解雇された。

### ヤンキース時代
2014年12月15日にニューヨーク・ヤンキースとマイナー契約を結んだ。19日に傘下のAAA級スクラントン・ウィルクスバリ・レイルライダースに配属された。
2015年7月9日にメジャー契約を結んで25人枠入りし、同日のオークランド・アスレチックス戦で9番・三塁手で先発出場した。12日にAAA級スクラントン・ウィルクスバリへ降格し、9月1日にDFAとなった後、3日にAAA級スクラントン・ウィルクスバリへ配属された。11月6日にFAとなった。

### パイレーツ時代
2015年12月8日にピッツバーグ・パイレーツとマイナー契約を結んだ。
2016年4月2日にメジャー契約を結んで開幕25人枠入りした。6月24日にDFAとなった。

### ドジャース傘下時代
2016年6月28日にウェーバーでロサンゼルス・ドジャースへ移籍し、傘下のAAA級オクラホマシティ・ドジャースへ配属された。7月8日にDFAとなり、11日に自由契約となった。

### マーリンズ時代
2016年7月16日にマイアミ・マーリンズと契約し、傘下のAAA級ニューオーリンズ・ゼファーズへ配属された。7月29日にDFAとなり、31日に40人枠外となった。

## 詳細情報

### 年度別打撃成績
| 年 度     | 球 団     | 試 合 | 打 席 | 打 数 | 得 点 | 安 打 | 二 塁 打 | 三 塁 打 | 本 塁 打 | 塁 打 | 打 点 | 盗 塁 | 盗 塁 死 | 犠 打 | 犠 飛 | 四 球 | 敬 遠 | 死 球 | 三 振 | 併 殺 打 | 打 率 | 出 塁 率 | 長 打 率 | O P S |
| --------- | --------- | ----- | ----- | ----- | ----- | ----- | -------- | -------- | -------- | ----- | ----- | ----- | -------- | ----- | ----- | ----- | ----- | ----- | ----- | -------- | ----- | -------- | -------- | ----- |
| 2014      | TBR       | 23    | 49    | 43    | 6     | 10    | 2        | 1        | 0        | 14    | 6     | 0     | 0        | 0     | 2     | 4     | 0     | 0     | 4     | 0        | .233  | .286     | .326     | .611  |
| 2015      | NYY       | 2     | 8     | 8     | 2     | 2     | 0        | 0        | 0        | 4     | 0     | 0     | 0        | 0     | 0     | 0     | 0     | 0     | 0     | 0        | .250  | .250     | .500     | .750  |
| 2016      | PIT       | 23    | 27    | 26    | 0     | 4     | 0        | 0        | 0        | 4     | 3     | 1     | 0        | 0     | 0     | 1     | 0     | 0     | 2     | 0        | .154  | .185     | .154     | .339  |
| 通算：3年 | 通算：3年 | 48    | 84    | 77    | 8     | 16    | 2        | 1        | 0        | 22    | 9     | 1     | 0        | 0     | 2     | 5     | 0     | 0     | 6     | 0        | .208  | .250     | .286     | .536  |

- 2016年度シーズン終了時

### 背番号
- 35 (2014年)
- 40 (2015年)
- 24 (2016年)